# Ганс Шваєр
Ганс Шваєр (нім. Hans Schwaier; нар. 24 березня 1964) — колишній німецький тенісист.
Найвищу одиночну позицію світового рейтингу — 38 місце досяг 9 вересня 1985, парну — 158 місце — 4 липня 1988 року.
Найвищим досягненням на турнірах Великого шолома було 3 коло в одиночному розряді.

## Фінали Гран-прі за кар'єру

### Одиночний розряд: 1 (0–1)
| Результат | В-П | Дата     | Турнір                    | Покриття | Суперник       | Рахунок  |
| --------- | --- | -------- | ------------------------- | -------- | -------------- | -------- |
| Поразка   | 0–1 | Тра 1985 | Мюнхен, Західна Німеччина | Ґрунт    | Йоакім Нюстром | 1–6, 0–6 |

## Титули на челленджерах

### Одиночний розряд: (3)
| Ранг | Рік  | Турнір               | Покриття | Суперник       | Рахунок       |
| ---- | ---- | -------------------- | -------- | -------------- | ------------- |
| 1.   | 1985 | Туніс (місто), Туніс | Ґрунт    | Вольфганг Попп | 6–4, 6–2      |
| 2.   | 1986 | Касабланка, Марокко  | Ґрунт    | Єрґен Віндаль  | 6–3, 6–3      |
| 3.   | 1987 | Мессіна, Італія      | Ґрунт    | Маркус Ракль   | 6–3, 4–6, 6–4 |